# 木鐘
木鐘（1687年8月24日—1725年9月6日），字雲林，號永茂，納西族名阿揮阿住（納西語：Aw-Khü A-dzu），是麗江第二十四代也是最後一代世襲土司，官拜麗江知府。
木鐘是木堯的第四子、也是木興的弟弟。木鐘生性純雅冷靜，六歲時，便得到姚安土官同知高奣映的賞識，以其為婿養子。
1720年，土司木興及其養子木崇皆在參加清廷對西藏的戰爭中死去。木府無人管理，幕僚們便奉木鐘回到麗江嗣位。他受到麗江百姓的愛戴。1722年，麗江百姓聯名上書朝廷，請求冊立木鐘為麗江知府，得到清廷的准許。但木鐘的嗣位受到了以阿知立（Aw-dzhi-lěr）為首的其他貴族（五虎十四彪黨）的反對。這些貴族在木興逝世、政務混亂時趁機欺詐百姓，並栽贓於已故的木興。阿知立、阿仲苴、和日喜、阿寶等人向雲貴總督高其倬、雲南巡撫楊名時告狀，懇求在麗江改土歸流。
由於四川總督年羹堯的親信巴松被木興處決，年羹堯對麗江木氏甚為不滿。雲貴總督高其倬又與年羹堯一黨，便伺機報復，未加詳察便奏聞雍正帝，建議改土歸流。翌年5月31日（雍正元年四月廿七），雍正帝下令對麗江進行改土歸流。木鐘被降為土通判，由流官楊馝接替其擔任麗江知府。木鐘奉命前往劍川州徵收土地賦稅時，被劍川州知州逮捕。高其倬勒令木鐘賠納拖欠的賦稅一萬兩紋銀，木鐘無法繳納，高其倬便指使楊馝沒收了木府的田地、住宅。五虎十四彪黨為了消除自己的犯罪事實，查抄了木府，燒毀了許多帳冊，但仍有許多文書被木鐘的夫人高氏壽藏了起來。
木鐘在劍川得知木府被查抄後，憂慮成疾。他於1725年病重，被送回麗江調養。不久便逝世了。
1735年（雍正十三年），木鐘被追封為承德郎，其妻高氏壽追封安人。

## 家族
- 父：木堯
- 母：高氏寧

- 妻：
  - 高氏壽
  - 阿氏

- 子：
  - 木德（母高氏壽）
  - 木明（母阿氏）
  - 木嘉（母阿氏）
- 女：
  - 木氏端麟（嫁兰州土司罗际美）

## 腳註
1. ↑  根據約瑟夫·洛克的說法，「阿揮阿住」（A-hui A-chu）是其名字的漢語音譯，納西語實際讀作「阿胡阿祖」（Aw-Khü A-dzu）。
2. ↑  根據約瑟夫·洛克的說法，「阿知立」（A-chih-li）是當時的漢語音譯，納西語實際讀作「奧知遼」（Aw-dzhi-lěr）。
3. ↑  《麗江府志略·卷上》第三章